# Cordilura pudica
Cordilura pudica är en tvåvingeart som beskrevs av Johann Wilhelm Meigen 1826. Cordilura pudica ingår i släktet Cordilura och familjen kolvflugor. Arten är reproducerande i Sverige. Inga underarter finns listade i Catalogue of Life.